# بخش پانی پات
بخش پانی پات (به انگلیسی: Panipat district) یک منطقهٔ مسکونی در هند است که در Karnal division واقع شده‌است. بخش پانی پات ۱٬۲۶۸ کیلومتر مربع مساحت و ۱٬۲۰۵٬۴۳۷ نفر جمعیت دارد.